# フレデリク・ンドツィ
フレデリク・ンドツィ（アルバニア語:Frederik Ndoci）は、アルバニアの歌手であり、ユーロビジョン・ソング・コンテスト2007にアルバニア代表として参加し、「Hear My Plea」を歌った。

## 来歴
アルバニア北部のシュコドラにて芸術家の家に生まれた。姉妹のリタ・ンドツィ（Rita Ndoci）は民謡オペラ歌手・プロのコメディアンであった。また別の姉ユリア・ンドツィ（Julia Ndoci）は、フレデリクが音楽活動を始めた直後に音楽活動を始めているが、あまり大きな成功は収めていない。歌手として成功したフレデリクであったが、アルバニアの共産主義体制に起因する困難を共にしなければならなかった。
2006年12月、ユーロビジョン・ソング・コンテストのアルバニア代表選考を兼ねた音楽祭・第45回フェスティヴァリ・イ・ケンゲス（Festivali i Këngës 45）に妻のアイーダ・ンドツィ（Aida Ndoci）と共に参加し、「Balada e Gurit」を歌って優勝したことにより、アルバニア代表としてユーロビジョン2007に参加することが決定した。優勝曲を英訳・改題した「Hear My Plea」でユーロビジョンに参加したが、準決勝で17位となり決勝には進出できなかった。
フェスティヴァリ・イ・ケンゲスでの優勝は2006年が初ではなく、1989年には第28回フェスティヴァリ・イ・ケンゲスにてマニョラ・ナラバニ（Manjola Nallbani）、ユリア・ンドツィ（Julia Ndoci）とともに参加して「Toka E Diellit」を歌い、優勝を果たしている。映画俳優としても活動しており、主演や助演などをこなしている。